# Haworthia aristata
Haworthia aristata je biljka iz porodice Asphodelaceae. Potiče iz Južne Afrike.

## Uzgoj
Preporučena temperatura noću je 10-11°C. Može tolerirati hladnoću od najviše -1°C, a minimalna temperatura bi trebala biti 12°C. 
Treba biti u sjeni i treba ju redovno zaljevati.